# 薩拉曼德山脈
72°6′S 164°8′E / 72.100°S 164.133°E
薩拉曼德山脈（英語：Salamander Range）是南極洲的山脈，位於坎漢冰川和布萊克冰川之間，屬於弗賴貝格山脈的一部分，該山脈由新西蘭探險隊命名。